# 眼镜王蛇
眼鏡王蛇（學名：Ophiophagus hannah）亦称大眼镜蛇、扁颈蛇，是世上體型最長的毒蛇，體長可達5.6（18英尺），分布於喜馬拉雅山脈南麓、印度東北部與西南沿海地區、中國華南、中南半島全境與馬來群島近半數島嶼，主要棲息於樹林中，以其他蛇為主食，在廣州俗稱過山風，香港俗稱過山烏。世上稀有蛇類之一。由於各種因素，眼鏡王蛇被認為是一種非常危险的毒蛇，然而它也在很多地區文化中有著重要的地位。

## 特征
眼鏡王蛇（King Cobra）是體型龐大且強而有力的蛇，其平均體長為3到4米，體重為6公斤；而在二次世界大戰爆發之前，倫敦動物園裏甚至收藏了一隻長5.6（18英尺）的個體。眼鏡王蛇行動矯捷靈敏，对四周的事物非常敏感。
此蛇的體色通常為黑色、米黃色、褐色、灰色等，身上還長有淺黃色的環紋；灰褐色背面，有白色和黑色環带40－54個，也有不具環带的；灰褐色腹面；背鳞邊缘黑色；幼體一般長有亮麗的黑色與白色的花紋（可能會與金環蛇混淆，但可憑其能伸縮的頸部來分辨）。雄性眼鏡王蛇的體型一般比雌性的大。牠們的壽命為20年左右。

### 辨認方法
雖然眼鏡王蛇的外型很像近親眼鏡蛇，但它既不是眼鏡蛇屬、也不是王蛇屬，而是獨立的眼鏡王蛇屬，不過與眼鏡蛇一樣屬於眼鏡蛇科。兩者的分別主要在於體型及頸部斑紋，體積也比一般眼鏡蛇還要大，而且前者的頸部斑紋是呈漢字「八」字型，而不是一般眼鏡蛇的單眼或雙眼圈紋。

### 鱗片分佈
背部：15行；腹部：雄蛇235-250行，雌蛇239-265行；尾部：雄蛇83-96行；雌蛇77-89行。

## 生活環境
眼鏡王蛇主要分布於印度、中國及東南亞一帶；棲息在草地、灌木林、空曠林地及樹林裏；雖然其分佈地很廣泛，但此物種並不常見。在某些地區，眼鏡王蛇的數量有下降的趨勢，這是因為森林被過度開發的原因。眼鏡王蛇已被列入《中國瀕危動物紅皮書》及瀕危野生動植物國際貿易公約：附錄二。

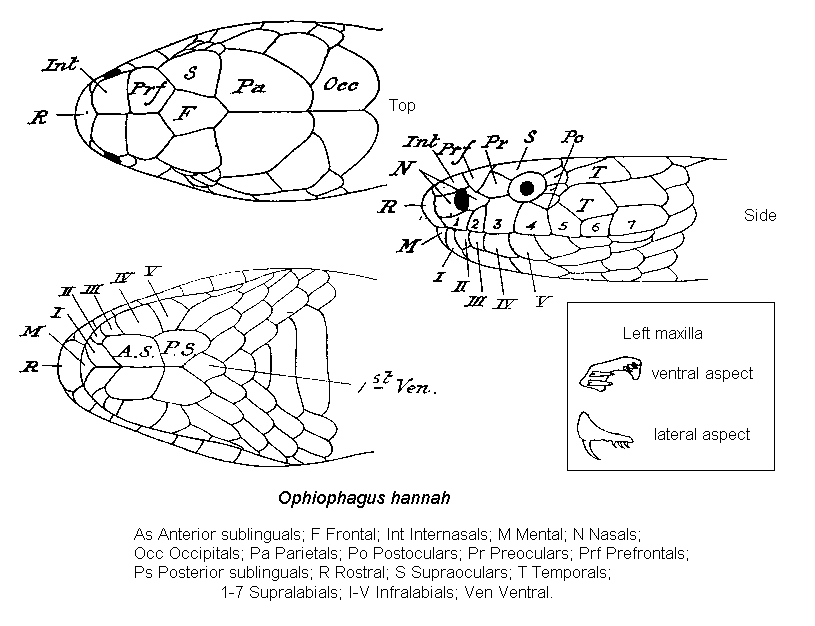
眼鏡王蛇頭部比列圖

## 行為習性
就像其他的蛇一樣，眼鏡王蛇也是用分叉的舌頭作為嗅覺器官。當獵物被鎖定時，眼鏡王蛇會憑氣味跟蹤獵物，牠也會使用它的視覺器官偵查獵物，然後發起攻擊。當注射毒液時，毒液囊會壓縮，毒素會迅速破壞獵物的身體組織，麻痺並已經開始消化獵物。眼鏡王蛇就像其他的蛇一樣，可吞噬比自己頭部還要大的獵物。一般而言，眼鏡王蛇為日行性的狩獵者，主要在白天獵食，但它也能在晚上出動。

### 食性

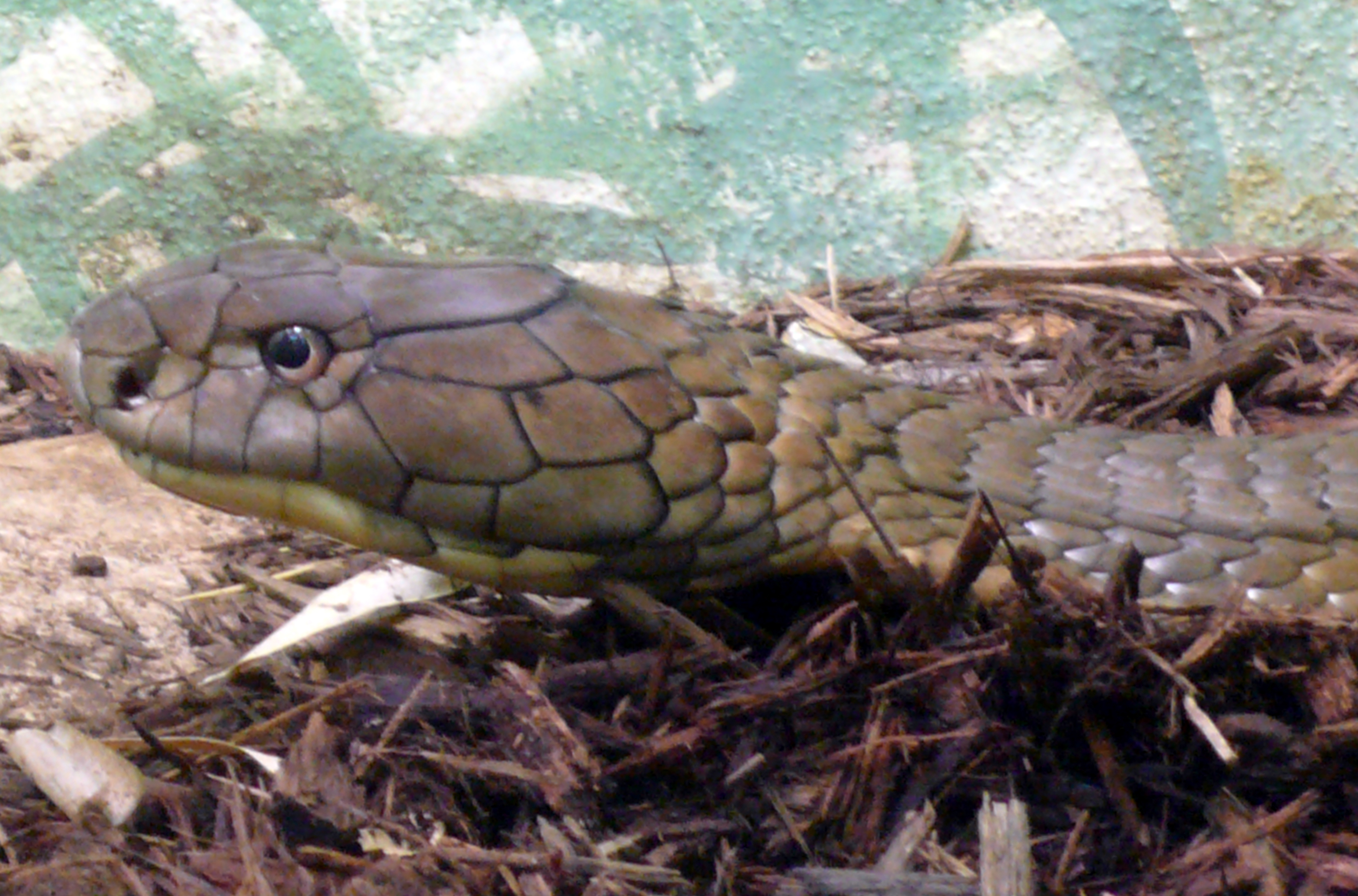
一隻人工飼養的眼鏡王蛇

正如眼鏡王蛇那帶有“食蛇者”意思的拉丁學名所形容，它們的主要獵物為其他蛇類，如鼠蛇、體型一樣大的蟒蛇，甚至是毒蛇（像眼鏡蛇、環蛇及其他較小的同類）。當食物短缺時，眼鏡王蛇還會吃蜥蜴、鳥等動物來充飢。雖然眼鏡王蛇也會捕食鼠類，但牠們最愛的獵物還是其他蛇類，特別是鼠蛇，即使是剛出生的幼蛇，已有能力獵食其他蛇類。不論面對何種獵物，眼鏡王蛇都會先注入大量毒液務求能迅速置对方于死地，這樣就可以减少因對方掙扎所帶來的傷害，另外毒液亦会预先消化獵物。當大吃一頓後，可以幾個月都不用再獵食。另外，由於鼠蛇是眼鏡王蛇最常獵殺的對象，而鼠蛇又以田地裡的鼠隻為主食，這便可能誘發眼鏡王蛇靠近田地，亦即居民而導致意外的發生。

### 繁殖

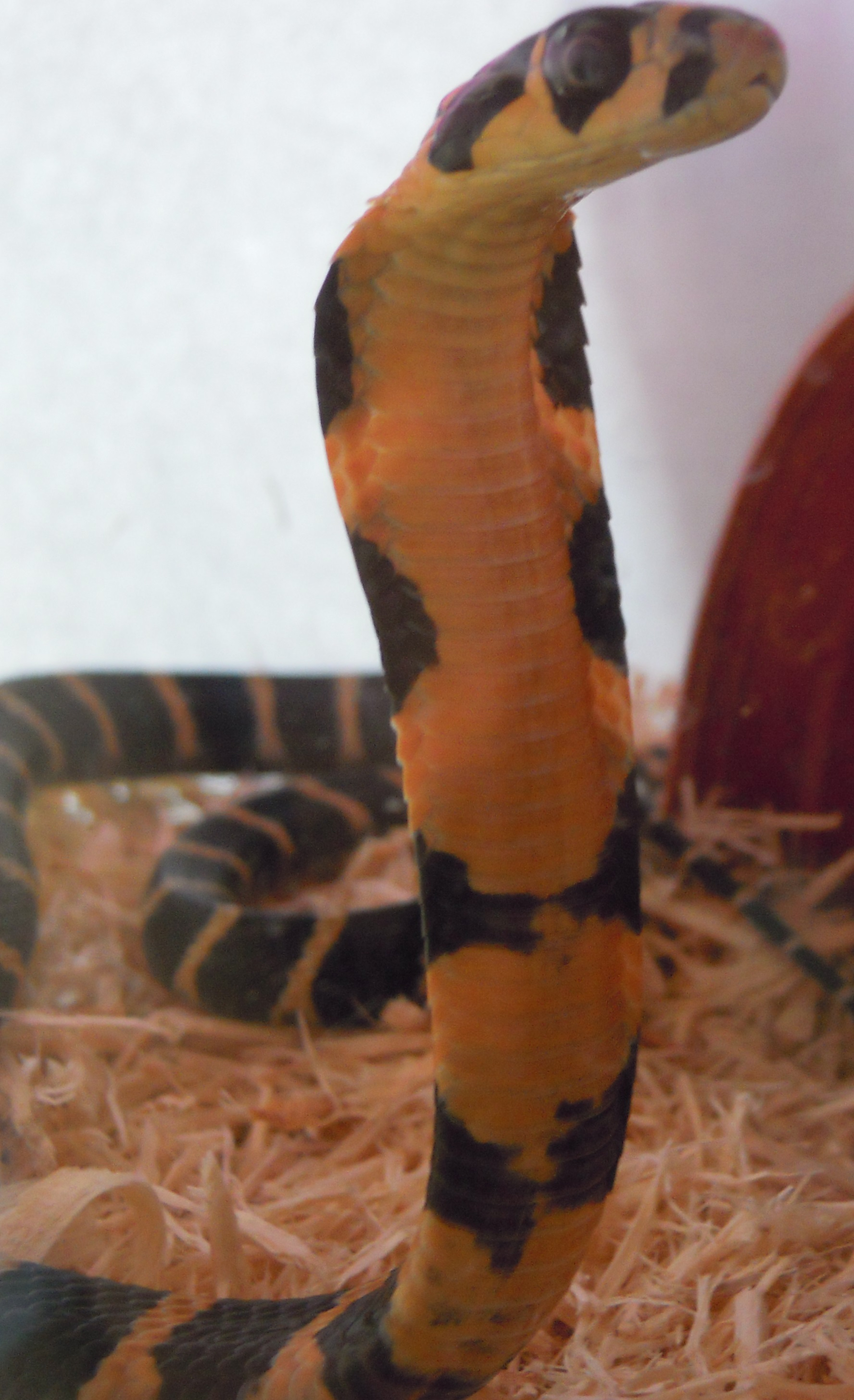
進入攻擊狀態的眼鏡王蛇

由於天生有食蛇的特性，眼镜王蛇通常都过独居生活，直到每年一月，雌性眼镜王蛇蜕皮后，会散发出一种激素来吸引异性。如果多条雄性眼镜王蛇到达，它们通常会为了争夺雌性伴侣而大打出手，通常只会将对手击倒在地，而不會使用毒素或把對手殺死。胜利者则会向雌性眼镜王蛇不断示爱直到被接受，两条蛇会将身体缠绕在一起，并会保持几个小时。每年4月，它们通常会利用枯竹叶建一个巢穴，交配2个月后雌蛇会产出大约20-40枚卵，并需要60-80天的孵化期。雌蛇会一直留在巢中直到幼蛇破壳，以防止敵人的靠近；然后本能會驱使她离去以免她吃掉幼蛇，这在蛇类中是很独特的；在這段時間裡，眼鏡王蛇也會變的異常兇猛。剛出生的小眼鏡王蛇長達45-55厘米並已經擁有與其父母一樣致命的毒液。
最近有研究顯示，雄蛇於交配前會先打量雌蛇，因為即使是交配，其實對雙方來說也是危險的，假如雄蛇求愛不遂，或是雌蛇交配前已懷孕，那雌蛇可能會被殺或被吞掉。此相殘情況通常發生在雌蛇懷孕的時侯。

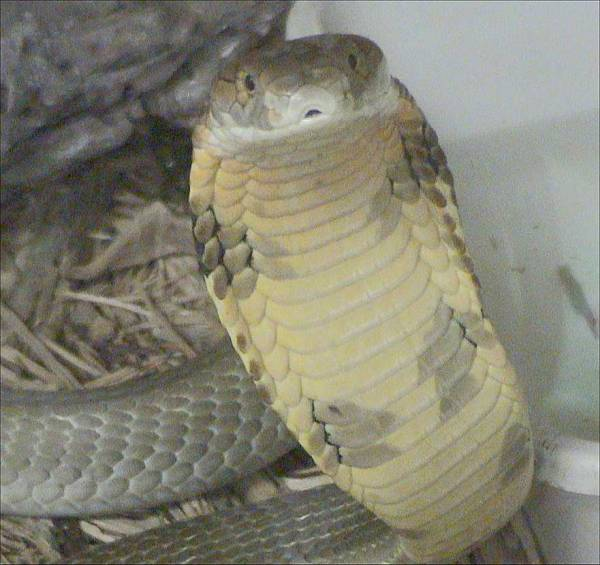
眼鏡王蛇張開頸部

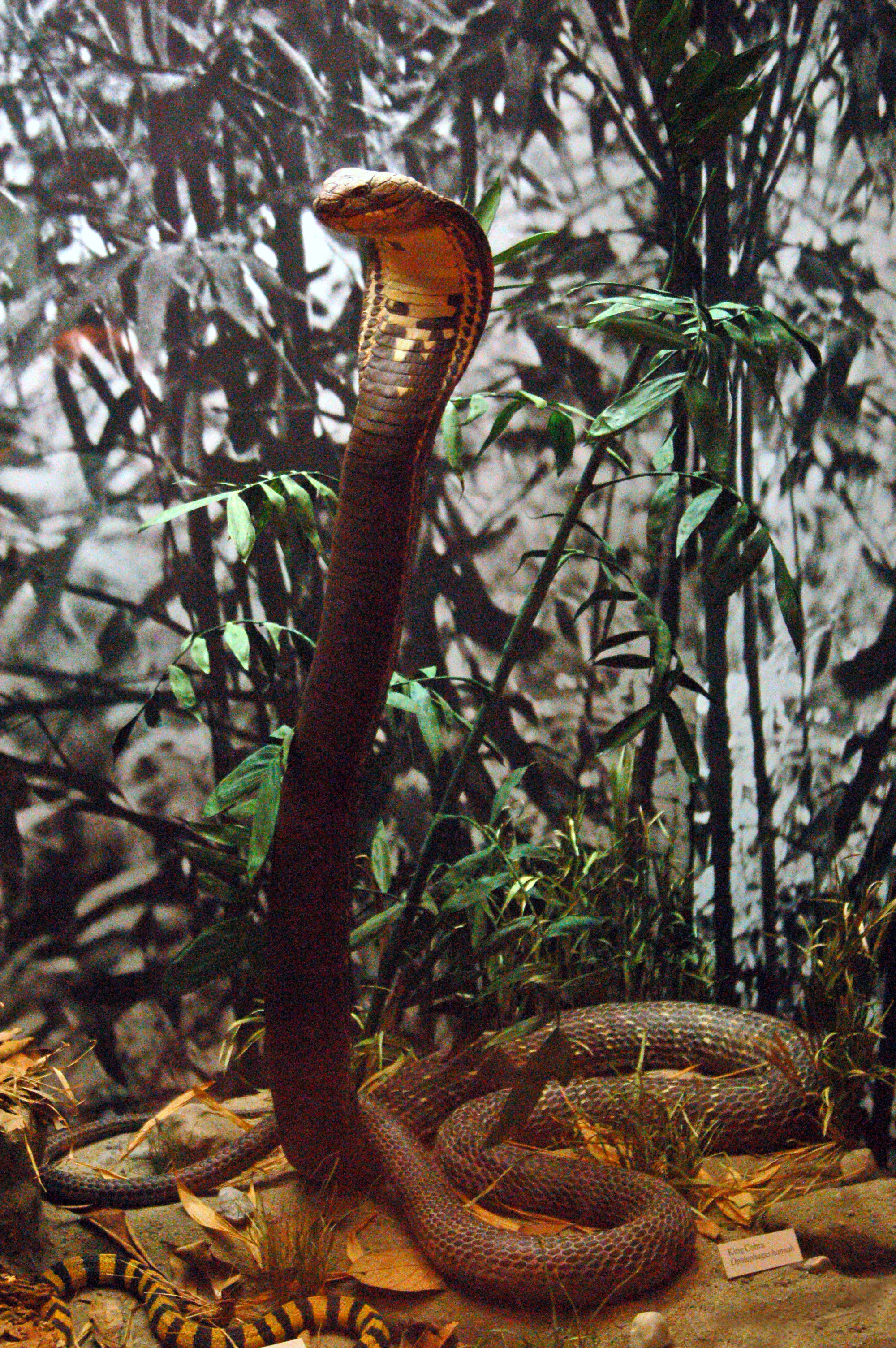

### 防禦
眼鏡王蛇個性兇猛具有高度攻擊性。受到威脅時，會舉起身體的前三分之一，張開其頸部，露出其毒牙及發出巨大的「嘶嘶」聲。這時，任何靠近的物體或快速的移動都可能激怒牠而促使牠發動攻擊；眼鏡王蛇可發動連續攻擊；另外，當噬中目標後，牠也有緊咬不放的習慣。此蛇的攻擊範圍可達2米多，很多人都錯誤判斷了安全的距離。話雖如此，此蛇在可能的情況下還是會避免與人類發生衝突。
當面對天敵，如對蛇毒有免疫的獴時，眼鏡王蛇通常會嘗試撤退，當繼續受到挑引時便會奮力抗敵，但獴類一般很少襲擊眼鏡王蛇，因為這比其他獵物要危險，而且也較難對付。

## 毒性

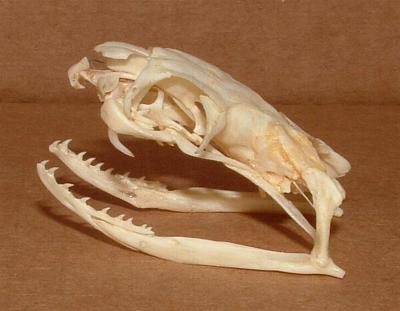
眼鏡王蛇头颅

眼鏡王蛇的毒液裡主要含有神經毒素，另也有心臟毒素。毒素由多肽及蛋白質所組成。
在攻擊時，蛇毒會经毒蛇那长1.25厘米的毒牙注入受害者体内，毒素會迅速襲擊被咬者的中樞神經系統，導致劇痛，視力障礙、晕眩、嗜睡及麻痹等症状；傷者會因心脏血管系统崩溃而進入休克狀態；最後會因呼吸衰竭、心跳減弱而死亡。临床个案显示，被咬者也有机会出现肾衰竭的情况。
和别的毒蛇一样，眼镜王蛇毒液的毒性测试结果在不同的毒理学研究中都有不同，因为数据会随着不同的注射及研究方法而产生变化。实验白鼠皮下注射的，静脉注射的及腹腔注射的为较常被引用的数据。另一个研究则在五只东南亚野生眼镜王蛇身上得出（皮下注射）的结果，也有研究显示，中国眼镜王蛇的毒性为（肌肉注射）。不同地区的个体的毒性也可能略有不同。
眼鏡王蛇的一咬可以迅速致命。它平均能注入200—500毫克的毒液，最大的毒液分泌量甚至能達7毫升。被咬者往往需要大量的抗毒血清來對抗蛇毒，阻止毒素進一步破壞身體機能。更有指眼鏡王蛇一口所能注入的毒液能於3小時內殺死一頭成年的亞洲象。被咬傷後的死亡率以及死亡的速度受很多因素影響，如毒蛇所注入的毒液量、被咬位置、傷者的健康狀況等。另外，由不同地區組織所作出的調查也可能會給予不同的答案。例如，雖有一網頁報告提到，眼鏡王蛇通常都只注入不足以致命的毒液分量，但另一個由南印度醫院所發表的蛇咬個案報告卻顯示，有三分之二被眼鏡王蛇咬傷的病人都被注入了大量毒液，屬於“危殆”級別。根據阿德雷得大學臨床毒理學部門的說法，被眼鏡王蛇咬傷後的致死率大約為60%。眼鏡王蛇蛇咬能迅速致人於死地，傷者最快可在30分鐘內死亡。
現在有兩種抗蛇毒血清用於對抗眼鏡王蛇的毒素，國際红十學會組織於泰國生產其一；中央研究所於印度生產其二，但二者的產量都不算高。

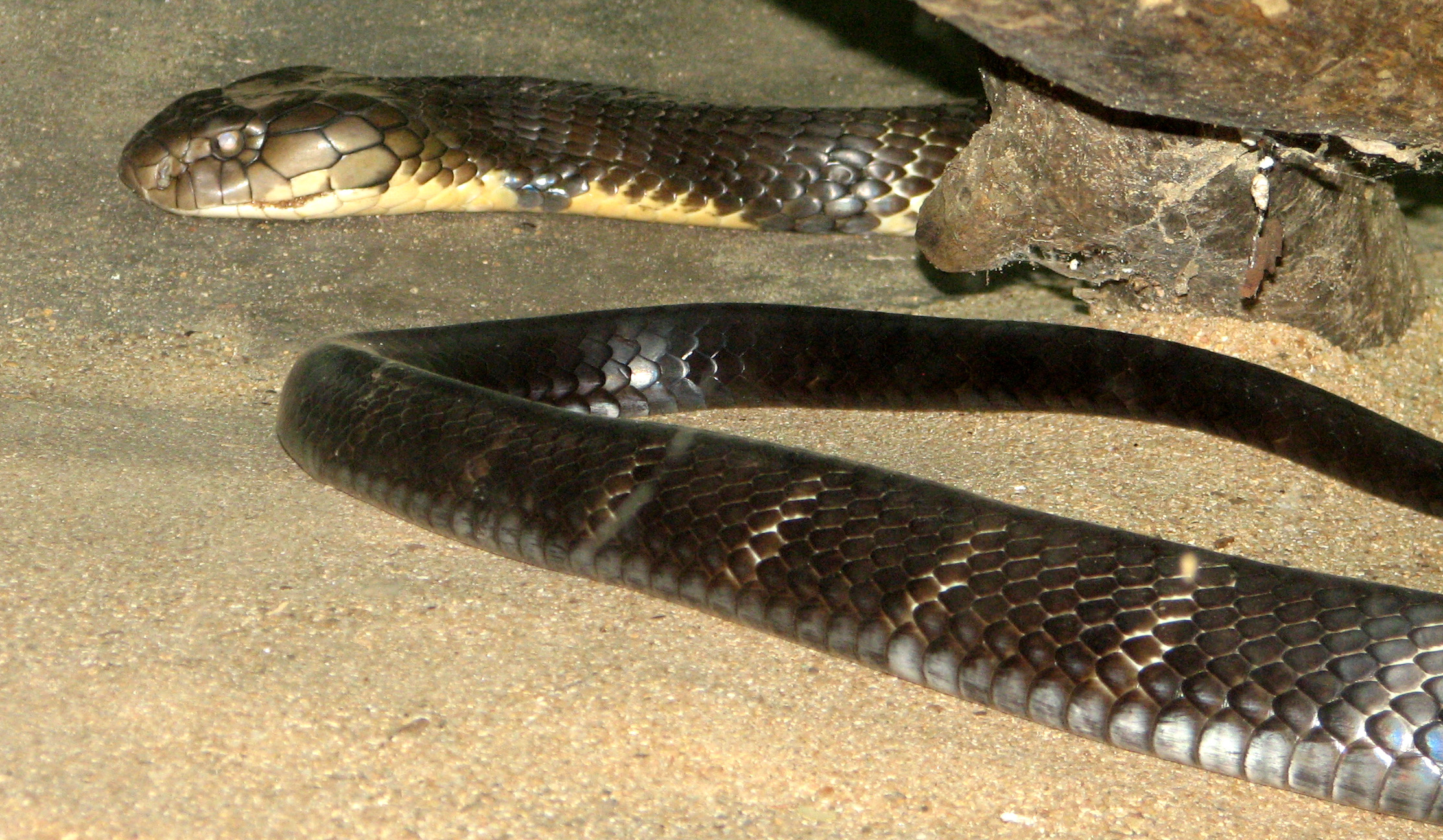
印度眼鏡王蛇

近期，新加坡有科學家發現眼鏡王蛇的神經毒素具有一定的醫藥價值。

## 保育狀況
其被列為《瀕危野生動植物種國際貿易公約》附錄二的物種，被限制出口及貿易。

## 其他文化
在印度，眼鏡王蛇是弄蛇人的主要玩弄對象。他們在表演裡會與蛇保持安全距離並故意挑逗蛇發動攻擊，然後避開；在一段時間後，弄蛇人便會親吻蛇的頭以結束表演。